# Bočiar
Bočiar (Hongaars: Bocsárd) is een Slowaakse gemeente in de regio Košice, en maakt deel uit van het district Košice-okolie.
Bočiar telt 222 inwoners.